# Escudo de Reunión
El escudo de armas de Reunión fue diseñado en 1925 con motivo de la Exposición Colonial que tuvo lugar ese mismo año en Petite-Ile. Es un escudo cuartelado en el que figuran:

## Elementos
- En el primer cuartel, de sinople, el volcán Piton des Neiges representado de plata. El volcán está surmontado por el número romano MMM del mismo metal (color). Esta cifra indica la altura aproximada a la que se eleva el Piton des Neiges (3070 m).[2]
- En el segundo cuartel, un campo partido de azur y gules, el navío Saint-Alexis representado de plata. Esta embarcación llegó a la isla en 1638.
- En el tercer cuartel, de azur, tres flores de lis de oro que aluden a la historia de Reunión como posesión de la antigua monarquía francesa. Reunión fue conocida como Isla Borbón hasta la Revolución francesa.
- En el cuarto cuadrante, de gules, doce abejas de oro. Este cuadrante simboliza el período histórico de la isla bajo el dominio del Primer Imperio Francés (las abejas fueron uno de los símbolos utilizados por Napoleón Bonaparte).
- En el centro, un escusón en el que figura la bandera Tricolor Francesa cargada con las iniciales RF, République Française (República Francesa).

## Logotipo
Sobre el escudo aparece representada una cinta de oro en la que aparece escrito el lema de la isla en latín: "Florebo quocumque ferar" ("Haré florecer dondequiera que plante"). Este lema fue utilizado originalmente por la Compañía Francesa de las Indias Orientales. 
El blasón está rodeado por una liana de vainilla que es uno de los recursos más destacados que posee la isla de la Reunión.